# Matthieu Mégevand
Pour les articles homonymes, voir Mégevand.
Matthieu Mégevand est un écrivain suisse né en 1983 à Genève. 

## Biographie
Matthieu Mégevand grandit à Genève. Il a une licence en philosophie et un master en histoire des religions. Il travaille un temps comme journaliste pour le bimestriel Le Monde des religions et comme chroniqueur pour la revue Choisir.
En 2007 paraît son premier recueil de nouvelles Jardin secret (Éditions L'Âge d'Homme), puis un roman Les Deux Aveugles de Jéricho (Éditions L'Âge d'Homme) en 2011, prix de la Société littéraire de Genève 2011 et sélectionné pour le prix Senghor 2012. En septembre 2013 paraît Ce qu’il reste des mots aux Éditions Fayard, une réflexion littéraire et philosophique sur le drame de Sierre,,.
En 2015, il devient directeur de la maison d'édition Labor et Fides,. Il quitte son poste en 2022 pour devenir directeur éditorial aux éditions Bayard. Il renonce à ce poste à la fin 2023 pour se consacrer entièrement à l'écriture.
En 2016, il publie un nouveau récit, Les lueurs aux éditions l'Âge d'homme,. En août 2018 paraît La bonne vie (Flammarion) roman inspiré de la vie du poète Roger Gilbert-Lecomte. Ce texte inaugure une trilogie libre sur le thème "Créer/Détruire". La bonne vie est lauréate du Prix Pittard de l'Andelyn 2019 et du Roman des Romands 2020.  
En 2019 paraît "Lautrec", biographie romancée du peintre Henri de Toulouse-Lautrec et deuxième volet de la trilogie. Le roman est lauréat du prix Grands Destins Le Parisien 2019.
Le 15 septembre 2021 paraît "Tout ce qui est beau" aux éditions Flammarion, une vie romancée de Wolfgang Amadeus Mozart. Le roman est lauréat du prix Livres & Musiques 2022 de Deauville.
En mars 2024 paraît "Comme après" aux éditions Actes Sud, un texte qui tente d'approcher ce qui reste, vingt ans après, d'une grave maladie. 

## Publications
- Jardin secret, Éditions L'Âge d'homme, 2007.
- Les Deux Aveugles de Jéricho, Éditions L'Âge d'homme, 2011.
- Ce qu'il reste des mots, Fayard, 2013.
- Les lueurs, L'Âge d'homme, 2016.
- La bonne vie, Flammarion, 2018, Prix Pittard de l'Andelyn 2019, lauréat du Roman des Romands 2020.
- Lautrec, Flammarion, 2019, Prix Grands Destins Le Parisien.
- Matthieu Mégevand, Tout ce qui est beau, Flammarion, 15 septembre 2021, 192 p. (ISBN 978-2080204684)
- Horizons : Portrait de Philippe Fretz, Lausanne, art&fiction, 2022, 96 p. (ISBN 978-2-88964-036-2)
- Comme après, Actes Sud, 2024.